# Reprezentacja Majotty w piłce nożnej mężczyzn
Reprezentacja Majotty w piłce nożnej – reprezentacja Francuskiej wspólnoty terytorialnej w meczach międzynarodowych. Reprezentacja Majotty nie jest członkiem ani Międzynarodowej Federacji Piłki Nożnej (FIFA), ani Afrykańskiej Konfederacji Piłkarskiej (CAF), dlatego nie występuje w kwalifikacjach do ważnych imprez. Pierwszy swój mecz reprezentacja Majotty rozegrała 16 sierpnia 2003 roku w Reunionie z tamtejszą reprezentacją, remisując 1–1. Drużyna z Majotty rozegrała jeszcze dwa inne spotkania towarzyskie: z reprezentacjami Madagaskaru i Reunionu. W 2007roku reprezentacja Majotty wystąpiła w międzynarodowym turnieju: Pucharze Oceanu Indyjskiego, w którym wystąpiło 6 reprezentacji: reprezentacja Seszeli, reprezentacja Madagaskaru, reprezentacja Komorów, reprezentacja Mauritiusa, reprezentacja Reunionu i reprezentacja Majotty, która trafiła do grupy z reprezentacjami Madagaskaru i Mauritiusa.

## Lista meczów międzynarodowych
| Data             | Miejsce    |            |            | Wynik        |
| ---------------- | ---------- | ---------- | ---------- | ------------ |
| 18 sierpnia 2007 | Madagaskar | Majotta    | Mauritius  | 1–1 (k. 4–2) |
| 16 sierpnia 2007 | Madagaskar | Majotta    | Madagaskar | 0–4          |
| 12 sierpnia 2007 | Madagaskar | Majotta    | Mauritius  | 1–0          |
| 10 sierpnia 2007 | Madagaskar | Majotta    | Seszele    | 1–2          |
| 19 czerwca 2007  | Madagaskar | Madagaskar | Majotta    | 2–2          |
| 15 grudnia 2006  | Reunion    | Reunion    | Majotta    | 3–1          |
| 16 sierpnia 2003 | Reunion    | Reunion    | Majotta    | 1–1          |